# 枝松蛍
枝松 蛍（えだまつ ほたる）は、日本の小説家、推理作家。覆面作家である。

## 概要
2015年の第14回『このミステリーがすごい!』大賞で、楓蛍名義で応募した『病の終わり、もしくは続き』が最終候補に残るも受賞は逃す。しかし、隠し玉として、加筆修正を加えた後に『何様ですか?』と改題し、2016年7月に宝島社文庫より小説家デビューする。出版時の帯では「戦慄のブラックどんでん返し」と紹介されている。同じく同年の隠し玉を受賞した才羽楽の『カササギの計略』も同時に刊行され、こちらは帯で「心温まるホワイトどんでん返し」と紹介されており、どちらの帯にも「今年の隠し玉は白と黒」というキャッチコピーが付けられている。

## 作品

### 単行本
- 何様ですか?（2016年7月 宝島社文庫）

### アンソロジー
『』内が枝松蛍の作品
- 10分間ミステリー THE BEST（2016年9月 宝島社文庫）『器物損壊』